# 斯卡尼 (密歇根州)
斯卡尼（英語：Skanee）是位於美國密歇根州巴拉加縣的一個普查規定居民點。

## 人口
根據2020年美國人口普查的數據，斯卡尼的面積為12.51平方千米，當中陸地面積為12.25平方千米，而水域面積為0.26平方千米。當地共有人口102人，而人口密度為每平方千米8.15人。